# Ben Fouhy
Ben Fouhy (n. 4 martie 1979, Pukekohe⁠(d), Auckland Region⁠(d), Noua Zeelandă) este un caiacist ce a reprezentat Noua Zeelandă, medaliat olimpic. A participat la 3 ediții ale Jocurilor Olimpice (2004, 2008, 2012) în care a câștigat o medalie de argint.